# Kennedy Tsimba
Vous lisez un « bon article » labellisé en 2018.
Pour les articles homonymes, voir Tsimba.
Pas d'image ? Cliquez ici

a Compétitions nationales et continentales officielles uniquement.

b Matchs officiels uniquement.
Dernière mise à jour le 12 novembre 2018.
Kennedy Tsimba, né le 23 juillet 1974 à Salisbury en Rhodésie (actuellement, Harare au Zimbabwe), est un joueur et entraîneur de rugby à XV international zimbabwéen évoluant au poste de demi d'ouverture.
Il commence sa carrière au Zimbabwe, avant de jouer une saison en Angleterre à Bath en 1997-1998. Il joue ensuite l'essentiel de sa carrière professionnelle en Afrique du Sud de 1999 à 2009, avec un certain succès. Au niveau international, il compte six capes avec l'équipe du Zimbabwe entre 1997 et 1998 et se distingue en devenant le premier capitaine noir de l'histoire de cette sélection.
Après l'arrêt de sa carrière de joueur, il se reconvertit dans le métier d'entraîneur. Il devient également présentateur de télévision et se lance dans une carrière musicale. Il est intronisé au temple de la renommée World Rugby en 2012, aux côtés de son frère aîné Richard Tsimba.

## Biographie

### Formation et début de carrière
Kennedy Tsimba est d'abord élève à l'école Ruzawi de Marondera, puis au lycée Prince Edward à Harare. C'est pendant sa scolarité qu'il commence à jouer au rugby, à l'âge de 8 ans, dans la lignée de son frère aîné Richard, futur international zimbabwéen au poste de centre. Il se spécialise alors au poste de demi d'ouverture, s'inspirant de joueurs comme le Gallois Phil Bennett, dont il regarde régulièrement les matchs grâce à des cassettes vidéo. À côté du rugby, il pratique aussi le football, le basket-ball, le cricket, la natation et le volley-ball : dans ce dernier sport, il atteint le niveau international scolaire. À l'âge de 16 ans, il part vivre pour deux ans à Johannesbourg avec sa mère, où elle travaille.
Il commence à jouer en senior en 1996 dans le championnat amateur zimbabwéen avec les Old Hararians RFC. Au mois de mars 1997, il participe à la Coupe du monde de rugby à sept à Hong Kong avec la sélection zimbabwéenne. Au mois de juin de la même année, il est sélectionné pour la première fois avec l'équipe du Zimbabwe de rugby à XV dans le cadre de la réception de la tournée de l'équipe d'Italie A (en). Il connait à cette occasion sa première cape le 21 juin 1997 lors du premier test match à Harare, qui se solde par une victoire, avant d'en jouer un deuxième une semaine après à Bulawayo, qui est lui perdu. Il marque 21 points lors des deux rencontres, dont trois essais. Ces deux premiers matchs sous les couleurs zimbabwéennes ne sont pas toujours considérés comme des sélections, puisque ce n'étaient pas des rencontres entre deux équipes nationales officielles,.

### Court exil en Angleterre

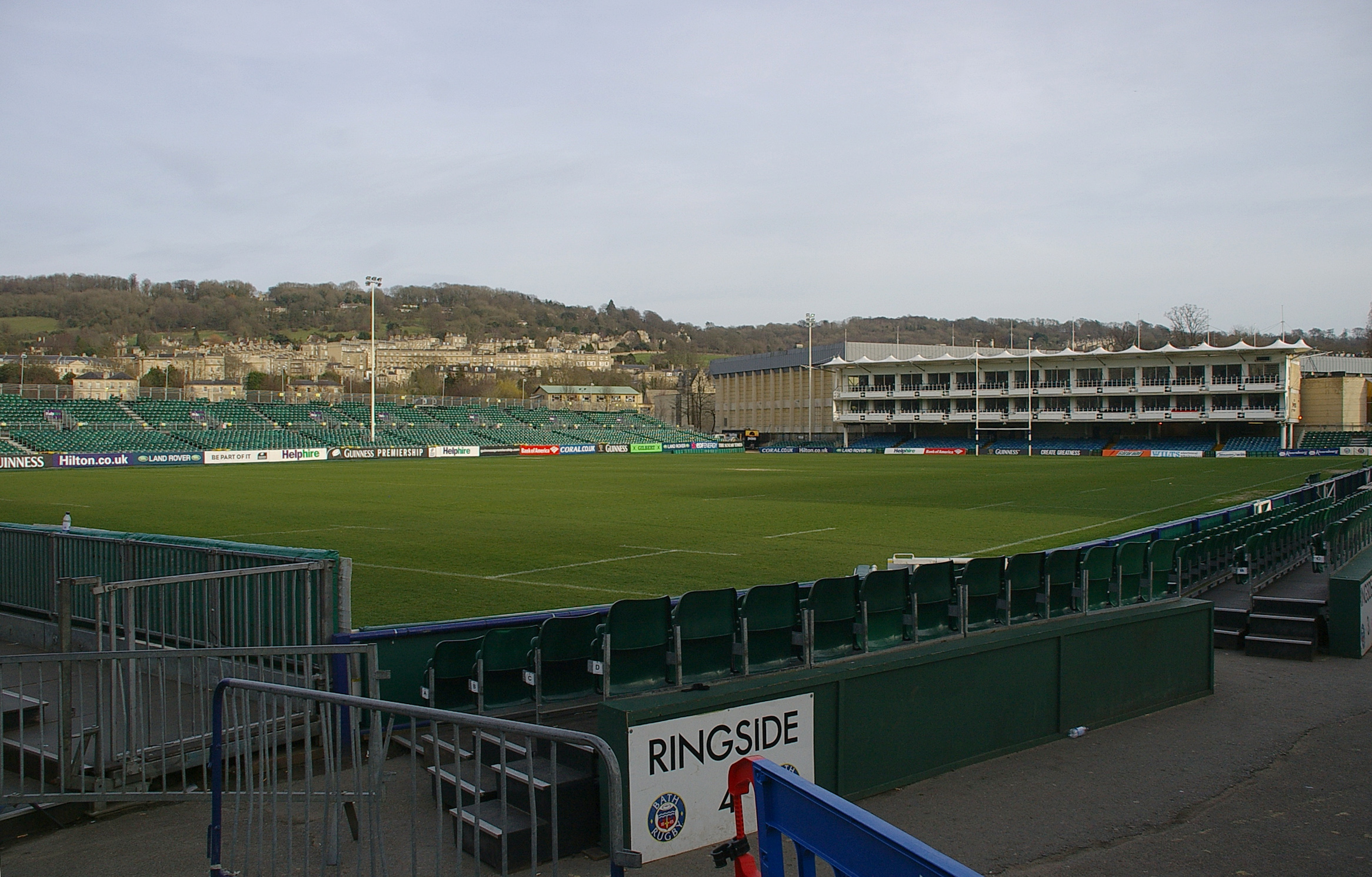
Le Recreation Ground, stade du club de Bath.

En septembre 1997, il rejoint l'Angleterre pour jouer avec Bath en Premiership, tout en poursuivant ses études de management à l'université de Thames Valley,. Il ne dispute qu'une saison avec le club anglais, pour seulement quatre matchs joués (dont une seule titularisation). Ce temps de jeu limité peut s'expliquer par l'inexpérience de Tsimba, dont c'est la première saison comme professionnel, ainsi que par la concurrence de l'international anglais Mike Catt à son poste. Il dispute deux matchs de championnat, pour un essai marqué, et joue deux autres matchs amicaux contre l'université d'Oxford et l'équipe des Tonga, marquant un doublé dans chacun des matchs.
En manque de temps de jeu, et souffrant du climat anglais, il retourne au Zimbabwe au terme de la saison 1997-1998,,.

### Retour au pays et capitanat international
De retour au pays, il joue une saison avec les Old Georgians RC et il est, par la même occasion, rappelé en sélection. Il est titulaire lors de la réception de l'équipe du pays de Galles le 6 juin 1998, qui se solde par une large défaite (11-49), où il inscrit deux pénalités (6 points),. Quelques mois plus tard, en septembre 1998, il est désigné capitaine de l'équipe nationale lors de la tournée d'automne au Maroc, succédant ainsi à Brendon Dawson et devenant le premier capitaine noir de l'histoire de l'équipe du Zimbabwe. La série de trois test matchs se conclut par une victoire contre la Côte d'Ivoire et deux défaites contre le Maroc et la Namibie. Il s'agit alors de la dernière apparition de Tsimba sous le maillot zimbabwéen, avant de quitter le pays, portant son total à seulement six matchs joués, pour 72 points marqués,.

### Départ et réussites en Afrique du Sud
En 1999, sur les conseils de son frère Richard et de l'ancien international sud-africain d'origine zimbabwéenne Ray Mordt, il décide de poursuivre sa carrière de joueur de rugby en Afrique du Sud,. Il rejoint alors l'équipe des Free State Cheetahs basée à Bloemfontein, et représentant la province de État libre en Vodacom Cup et Currie Cup,,. Au sein de sa nouvelle formation, son intégration n'est pas chose aisée dans la mesure où il doit apprendre l'afrikaans et qu'il est le seul joueur noir de l'équipe,. Cependant, il montre dès ses premiers matchs de grandes qualités, aussi bien dans le jeu à la main que dans le jeu au pied,,. Il devient rapidement un joueur cadre de la province, et une personnalité appréciée des supporters des Cheetahs,. Il joue de 1999 à 2004 avec cette équipe, remportant la Vodacom Cup en 2000 et étant finaliste de la Currie Cup en 2004.
À titre individuel, il remporte le trophée du meilleur joueur de Vodacom Cup en 2000, ainsi que celui du meilleur joueur de Currie Cup en 2002,. Il détient le record du joueur le plus rapide à atteindre la barre des 1 000 points en Currie Cup, et celui du plus grand nombre de points marqués en une saison de Currie Cup par un joueur des Cheetahs (230 points en 2003),. De plus, il est le deuxième meilleur marqueur de l'histoire des Cheetahs, derrière l'ouvreur De Wet Ras, avec 1 150 points inscrits en 73 rencontres.
Ses bonnes performances en club attirent la convoitise de la fédération sud-africaine, qui souhaite alors le sélectionner avec les Springboks,,. Cependant, en raison de ces précédentes sélections avec le Zimbabwe, et à cause du durcissement des règles d’éligibilité internationale par l'IRB en 2000, cela ne fut pas possible,. Il est alors tenté de continuer à représenter les Sables, mais ne peut pas non plus y parvenir en raison d'obligations contractuelles vis-à-vis des clubs sud-africains. De plus, la grande instabilité sportive et économique de la fédération zimbabwéenne est également un facteur dissuasif,.
Sa non-éligibilité avec l'Afrique du Sud lui pose également des problèmes quand il s'agit d'évoluer à l’échelon supérieur du rugby des clubs sud-africains, c'est-à-dire dans le prestigieux Super 12, car les franchises sud-africaines ne sont théoriquement pas autorisées à faire signer un joueur qui n'est pas sélectionnable avec les Springboks,,. Malgré ces difficultés administratives, il se voit offrir un contrat par la franchise des Cats basée à Johannesbourg pour la saison 2003 de Super 12,,,. Il ne reste qu'une saison avec cette équipe, jouant 6 matchs (pour seulement 2 titularisations) et inscrivant 25 points.
En 2005, il envisage un temps un départ vers le championnat de France, où on lui propose un contrat lucratif pour jouer la Coupe d'Europe. Il décide finalement de rejoindre la franchise des Bulls en Super 12, et change également de province en s’engageant avec les Blue Bulls de Pretoria. Il n'évolue qu'une année dans la région où il ne joue qu'assez peu, étant dans l'ombre de l'international Derick Hougaard et du jeune Morne Steyn,. Par la suite, une grave blessure au genou lui fait manquer un certain nombre de matchs de la Currie Cup, ainsi que l'intégralité de la saison 2006 de Super 14,.

### Fin de carrière de joueur
Après quasiment deux années éloignés des terrains à cause de sa blessure au genou, il change à nouveau d'équipe en 2007 lorsqu'il rejoint les Steval Pumas basés à Nelspruit,. Il y joue durant deux saisons la Vodacom Cup, et la Currie Cup First Division,,. Il ne fait alors que 12 apparitions en deux saisons (dont sept en Vodacom Cup), encore gêné par son ancienne blessure,.
Il retourne ensuite jouer dans l'État Libre avec les Griffons, avec qui il retrouve progressivement son ancien niveau de jeu,,. Il remporte la Currie Cup First Division en 2008, ainsi que la récompense personnelle du meilleur joueur de cette édition,. À ce moment, il envisage de faire son retour avec la sélection zimbabwéenne à sept pour disputer la Coupe du monde de 2009, douze ans après sa dernière apparition avec cette équipe, mais il n'est finalement pas retenu. Il met un terme à sa carrière professionnelle à l'issue de la saison 2009, à l'âge de 35 ans.
Le 25 octobre 2012, son frère Richard et lui sont intronisés au Temple de la renommée World Rugby,. Pendant la cérémonie, Oregan Hoskins, le vice-président de l'IRB à l'époque, justifie cette récompense en affirmant que « les frères Tsimba ont laissé une marque indélébile dans le rugby sud-africain. Ils sont des pionniers de ce jeu, dont les générations à venir se souviendront. Il est normal qu'ils soient présents dans le lieu de mémoire le plus célèbre du rugby, le Temple de la renommée de l'IRB ».

### Carrière d'entraîneur
Après l'arrêt de sa carrière de joueur, il se lance dans plusieurs projets, à commencer par une carrière d’entraîneur. Il occupe tout d'abord un poste de consultant sur le jeu au pied et la technique individuelle avec la franchise des Cheetahs en Super Rugby en 2010 et 2011,. En 2011, il devient l'entraîneur principal de l'Impala Rugby Club de Rustenburg, avec qui il remporte la Community Cup en 2014. En janvier 2016, il est nommé directeur de rugby au St. Alban's College à Pretoria, qui est une des plus prestigieuse écoles privées sud-africaines et dont la section rugby est réputée,. En 2018, il est embauché par la fédération zimbabwéenne pour faire partie d'un comité de suivi ayant pour but d'améliorer les conditions d'entraînement de la sélection dans le cadre de la coupe d'Afrique 2018, épreuve qualificative pour la Coupe du monde 2019.

### Autres activités
Kennedy Tsimba est le fondateur de la branche sud-africaine de l'association « Rugby sans frontières », qui a pour but de contribuer au développement du rugby en Afrique au niveau des jeunes. Il est par ailleurs présentateur spécialisé dans le rugby pour la chaîne de télévision sud-africaine SABC depuis sa retraite sportive, avant de rejoindre la nouvelle chaîne Kwesé Sports (en) en août 2017.
Parallèlement, il se lance aussi dans une carrière musicale peu de temps après l'arrêt de sa carrière. Passionné de musique depuis 2003, il sort un album d'Afropop en 2013, où il chante en langue Shona et joue plusieurs instruments,. Il qualifie son style de musique de « Zimfluence ».

## Palmarès

### En club
- Vainqueur de la Vodacom Cup en 2000.
- Vainqueur de la Currie Cup First Division en 2008.
- Finaliste de la Currie Cup en 2004 et 2005.

### Distinctions individuelles
- Membre du Temple de la renommée World Rugby depuis 2012.

- Meilleur joueur de la Vodacom Cup en 2000.
- Meilleur joueur de la Currie Cup en 2002.
- Meilleur joueur de la Currie Cup First Division en 2008.

- Joueur le plus rapide à atteindre la barre des 1 000 points en Currie Cup (2005)[Note 2].
- Meilleur réalisateur des Cheetahs sur une saison de Currie Cup en 2003 (230 points).

### Entraîneur
- Vainqueur de la Community Cup en 2014 avec le Impala Rugby Club

## Statistiques

### En club
| Bath Rugby | FS Cheetahs | Bulls | Pumas | Griffons |

Kennedy Tsimba a connu neuf équipes au cours de sa carrière, qui s'étale de 1996 à 2009,,. Il a évolué dans six championnats différents, répartis entre trois pays (Zimbabwe, Angleterre et Afrique du Sud).
| Période   | Équipe              | Compétition                              | Matchs | Points | Essais | Pénalités | Transformations | Drops |
| --------- | ------------------- | ---------------------------------------- | ------ | ------ | ------ | --------- | --------------- | ----- |
| 1996      | Old Hararians RFC   | Championnat du Zimbabwe                  | ?      | ?      | ?      | ?         | ?               | ?     |
| 1997-1998 | Bath Rugby          | Championnat d'Angleterre                 | 2      | 5      | 1      | -         | -               | -     |
| 1998      | Old Georgians RFC   | Championnat du Zimbabwe                  | ?      | ?      | ?      | ?         | ?               | ?     |
| 1999-2004 | Free State Cheetahs | Currie Cup et Vodacom Cup                | 73     | 1150   | 43     | ?         | ?               | ?     |
| 2003      | Cats                | Super 12                                 | 6      | 25     | -      | 5         | 5               | -     |
| 2005      | Bulls               | Super 12                                 | 7      | 11     | 1      | -         | 3               | -     |
| 2005      | Blue Bulls          | Currie Cup et Vodacom Cup                | 5      | 43     | 3      | 4         | 8               | -     |
| 2007-2008 | Pumas               | Currie Cup First Division et Vodacom Cup | 7      | 27     | 1      | 2         | 8               | -     |
| 2008-2009 | Griffons            | Currie Cup First Division                | ?      | 216    | ?      | ?         | ?               | ?     |

### En équipe nationale
| Maillot de l'équipe du Zimbabwe. |

Kennedy Tsimba compte 6 capes en équipe du Zimbabwe, toutes en tant que titulaire, entre le 21 juin 1997 contre l'Italie A à Harare, et le 19 septembre 1998 contre la Namibie à Casablanca,. 
Son bilan s'élève à 2 victoires et 4 défaites. Il inscrit un total de 72 points se décomposant en 4 essais, 14 pénalités et 5 transformations,. Il est capitaine de sa sélection à trois reprises, devenant le premier joueur noir à occuper cette fonction,.
Son faible nombre de sélections s'explique d'abord par sa tentative de jouer pour l'Afrique du Sud à partir de 2002,. Après l’échec de son changement d’équipe nationale, il ne retourne pas jouer avec le Zimbabwe en raison de ses obligations contractuelles vis-à vis de ses clubs sud-africains et à cause du manque d'attractivité du Zimbabwe du point de vue sportif,.
| Année | Compétition    | Matchs | Points | Essais | Pénalités | Drops | Transformations |
| ----- | -------------- | ------ | ------ | ------ | --------- | ----- | --------------- |
| 1997  | Matchs amicaux | 2      | 21     | 3      | 0         | 0     | 3               |
| 1998  | Test matchs    | 4      | 51     | 1      | 14        | 0     | 2               |
| Total | Total          | 6      | 72     | 4      | 14        | 0     | 5               |